# Bob Avakian

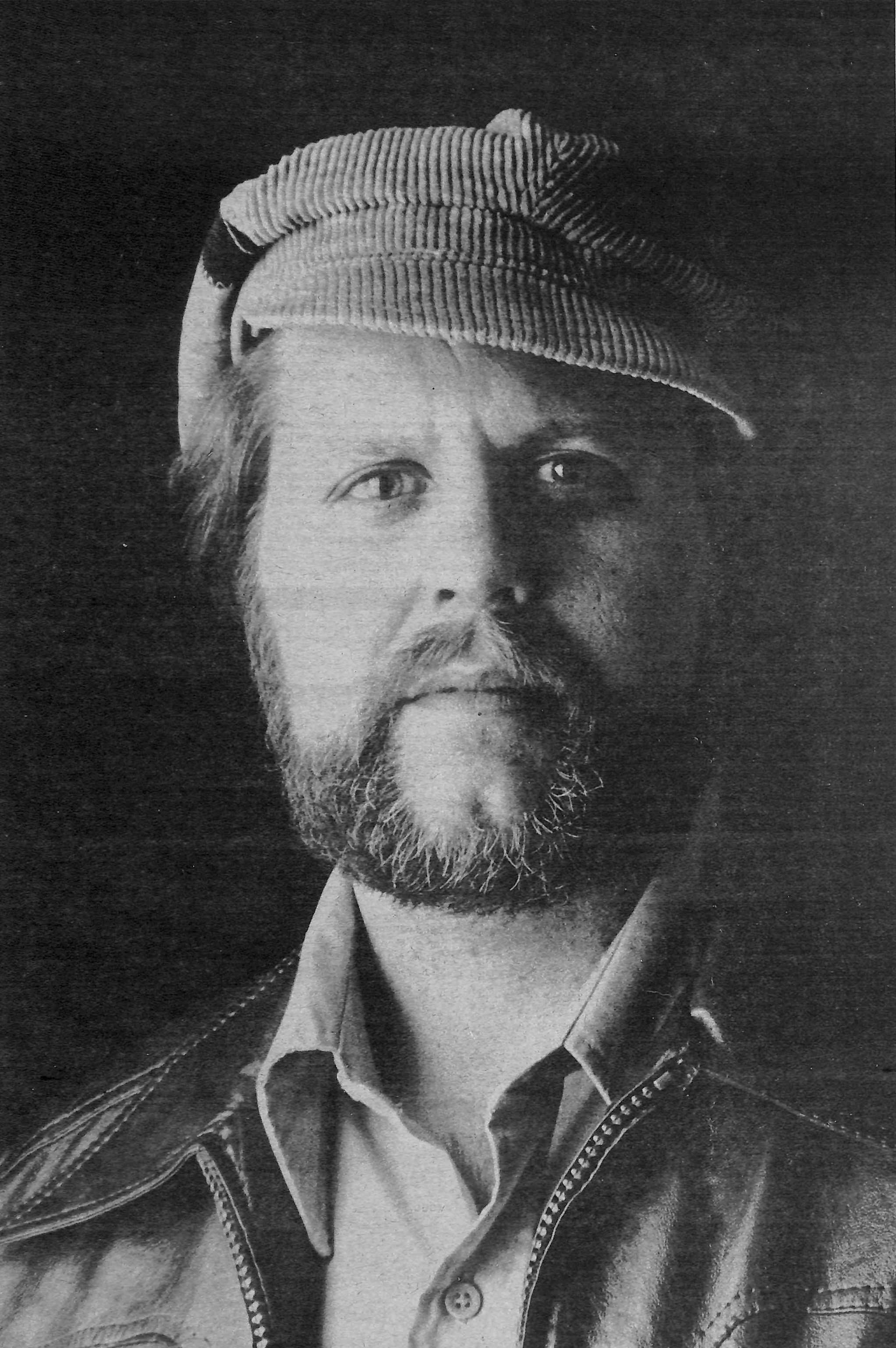
Bob Avakian in 1980

Bob Avakian (Washington, 7 marzo 1943) è un politico statunitense più conosciuto come il presidente del Partito Comunista Rivoluzionario, il gruppo maoista più grande degli Stati Uniti .

## Biografia
Avakian è nato a Washington, ed è cresciuto a Berkeley. Nipote di nonni paterni immigrati d'Armenia, lui giocava football americano per la squadra della sua scuola superiore. Suo padre, Spurgeon "Sparky" Avakian (1913-2002), era un giudice di corte d'appello della contea di Alameda in Oakland e membro del consiglio scolastico di Berkeley. Terminati le superiori, Bob frequentò l'Università della California - Berkeley, dove venne a conoscenza della politica rivoluzionaria. Lavorò con il Free Speech Movement (Movimento per la Libertà di Parola) nell'Università della California, Berkeley, insieme a Mario Savio. Le sue attività politiche continuarono ed Avakian diventò portavoce per il Peace and Freedom Party (Partito Pace e Libertà), ed un simpatizzante attivo delle Pantere Nere.
Bob Avakian fu attivo nel gruppo Students for a Democratic Society (Studenti per una Società Democratica) ed era una figura principale nel Revolutionary Youth Movement II (Movimento di Gioventù Rivoluzionario II). Nell'area della Baia di San Francisco, lavorò per costruire la BARU (Bay Area Revolutionary Union, o l'Unione Rivoluzionaria dell'area della Baia di San Francisco). La BARU si espanse attraverso la nazione incorporando altri collettivi marxisti-leninisti, diventando l'Unione Rivoluzionaria (Revolutionary Union). Nel 1975, Avakian e l'Unione Rivoluzionaria, insieme con altri come C. Clark Kissinger e Carl Dix, condussero alla formazione del Partito Comunista Rivoluzionario USA.
Avakian ha scritto il resoconto più esaustivo dei contributi teoretici di Mao al marxismo. Sta portando avanti un approfondimento continuo dell'esperienza della rivoluzione proletaria nel ventesimo secolo: le grandi conquiste e particolarmente le lezioni profonde della Rivoluzione Culturale in Cina, nonché gli ostacoli, ed i numerosi difetti ed errori. Affronta temi legati alla strategia rivoluzionaria per gli Stati Uniti ed il movimento internazionale.

## Opere
Avakian scrive per  Revolution (cioè Rivoluzione), il giornale settimanale del suo partito, e ha scritto dei libri, fra cui:
- Away with All Gods! Unchaining the Mind and Radically Changing the World 2008  insight-press.com,  http://www.insight-press.com/site/epage/55427_664.htm.ISBN 0976023695
- Observations on Art, Culture, Science, and Philosophy 2006 ISBN 0976023636
- Marxism and the Call of the Future: Conversations on Ethics, History, and Politics 2006 ISBN 0812695798, scritto con Bill Martin
- From Ike to Mao and Beyond: My Journey from Mainstream America to Revolutionary Communist 2006 ISBN 0-9760236-2-8, una autobiografia
- Preaching from a Pulpit of Bones 1999 ISBN 0976023644
- Phony Communism is Dead...Long Live Real Communism! 1992 ISBN 0898511224
- Could We Really Win? 1991 ISBN 0898511100
- Reflections, Sketches, and Provocations: Essays and Commentary, 1981-1987 1990 ISBN 0898511011
- Democracy: Can't We Do Better Than That? 1986 ISBN 0916650294
- Bullets: From the Writings, Speeches, and Interviews of Bob Avakian 1985 ISBN 0898510724
- A Horrible End, or an End to the Horror? 1984 ISBN 0898510708
- For a Harvest of Dragons 1983 ISBN 0898510651
- Mao Tsetung's Immortal Contributions 1979 ISBN 0898510465
- The Loss in China and the Revolutionary Legacy of Mao Tsetung 1978 ISBN 0898510171